# Pobeda (Raiévskaia)
Pobeda - Победа (rus) - és un khútor adscrit al municipi de Raiévskaia del krai de Krasnodar, a Rússia. Es troba a la conca del riu Maskaga, entre la mar Negra i els contraforts occidentals del Caucas, a 26 km al nord-oest de Novorossiïsk i a 114 km al sud-oest de Krasnodar, la capital.